# Lúcio Artório Casto
Lúcio Artório Casto (em latim: Lucius Artorius Castus; fl. século II ou século III) foi um comandante militar romano, membro da gens Artoria. Ele serviu com distinção na província romana da Britânia. Muitos historiadores e acadêmicos sugerem que ele é potencialmente a base histórica para a figura mitológica do Rei Artur.